# Экспериментальная станция источника синхротронного излучения
Экспериментальная станция источника синхротронного излучения — комплекс приборов, установленных на канале вывода излучения из источника СИ, предназначенный для проведения определённого класса физических исследований с использованием синхротронного излучения.
Для проведения исследований с использованием синхротронного излучения на ускорителях строятся каналы вывода излучения. На конце такого канала создается экспериментальная станция, посвящённая решению определенного класса исследовательских задач.
Наиболее распространенные типы экспериментальных станций
- Рентгенодифракционные, которые могут далее классифицироваться как посвящённые кристаллографии монокристаллов, порошков, макромолекул (белков, как правило);
- По получению изображений — рентгеновская интроскопия, микроскопия, томография, ламинография а также их вариации, направленные на повышение контраста в получаемом изображении — рентгеновской флуоресцентной микроскопии, фазоконтрастной микроскопии[англ.], сканирующей просвечивающей рентгеновской микроскопии[англ.]. Также существуют станции по получению изображений в инфракрасной части спектра и фотоэлектронной микроскопии;
- Спектроскопические — XAFS, EXAFS[англ.], фотоэлектронной спектроскопии, XAS[англ.], XANES[англ.], NRVS[англ.], оптической спектроскопии;
- Технологические — литография в рентгеновском излучении, включая глубокую LIGA[англ.]-литографию;